# Осока носата
Осока́ носа́та або осока́ зду́та (Carex rostrata) — вид багаторічних кореневищних трав'янистих рослин родини осокових, поширений у Голарктиці.

## Опис
Рослина колоніальна з довгим розгалуженим кореневищем. Стебла 25–80 см, іноді до 1 м завдовжки, до 2 мм завтовшки, із заокругленими кутами. Листя: базальні піхви коричневого кольору, іноді з рожево-червоним відтінком; листкові пластинки білувато-зелені, листя 1,5–4,5(7,5) мм завширшки. Найнижчий приквіток часто перевищує суцвіття. Суцвіття 10–30 см. Проксимальні (1)2–3 колоси маточкові, ≈ 20–150-квіткові, циліндричні; термінальні (1)2–4 колоси тичинкові. Маточкові луски 2,5–4,5(8,8) × 0,8–1,6 мм, часто зеленого або солом'яного кольору. Мішечки 3,5–6,5 мм, із дзьобом 1–1,5 мм. Приймочок 3. Сім'янки коричневі, симетричні, трикутні, гладкі. Вегетативно розмножується за допомогою кореневищ. Запилення відбувається вітром. Діаспори поширюються водою.

## Поширення
Це поширений циркумбореальний вид Голарктики. Зростає майже у всіх європейських країнах, за винятком Португалії та Мальти; росте в більшості країн бореальної Азії до Корейського півострова; зростає в Гренландії, Канаді й на півночі США. Це характерним вид заводей у кислих болотах, хоча трапляється також в канавах, на вологих луках, у вологій лісистій місцевості й на берегах озер, ставків, річок і струмків, як правило, в оліготрофних або мезотрофних умовах.
В Україні зростає на низинних і перехідних болотах, на берегах стариць, озер, у придорожніх канавах — на всій території, звичайний (крім півдня Степу і Криму).

## Галерея

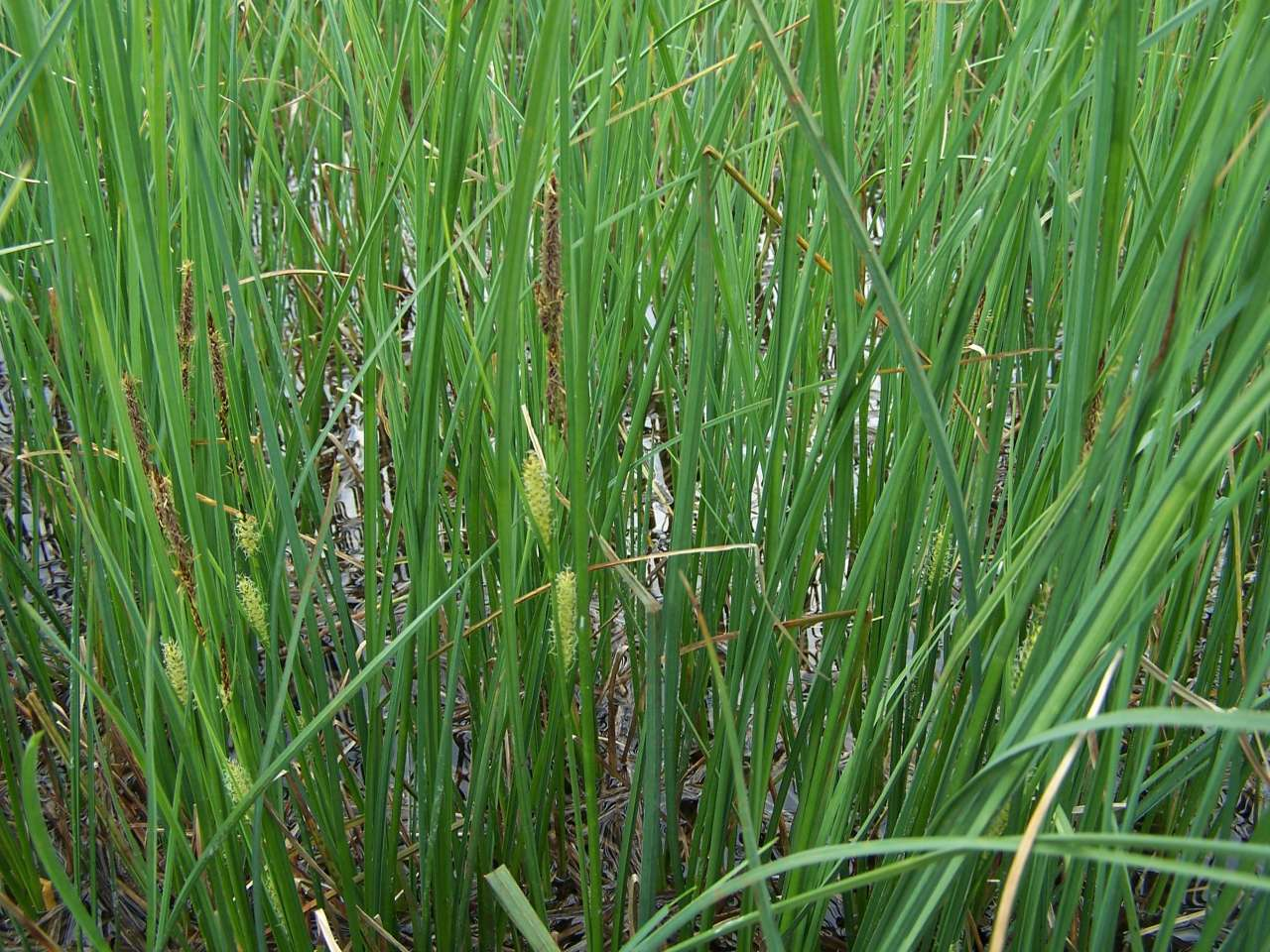
Загальний вигляд рослини.
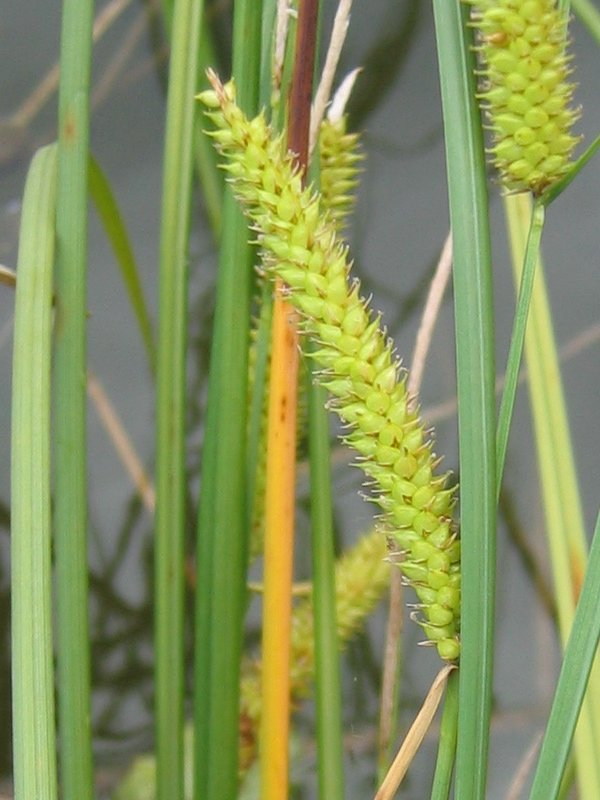
Суцвіття.
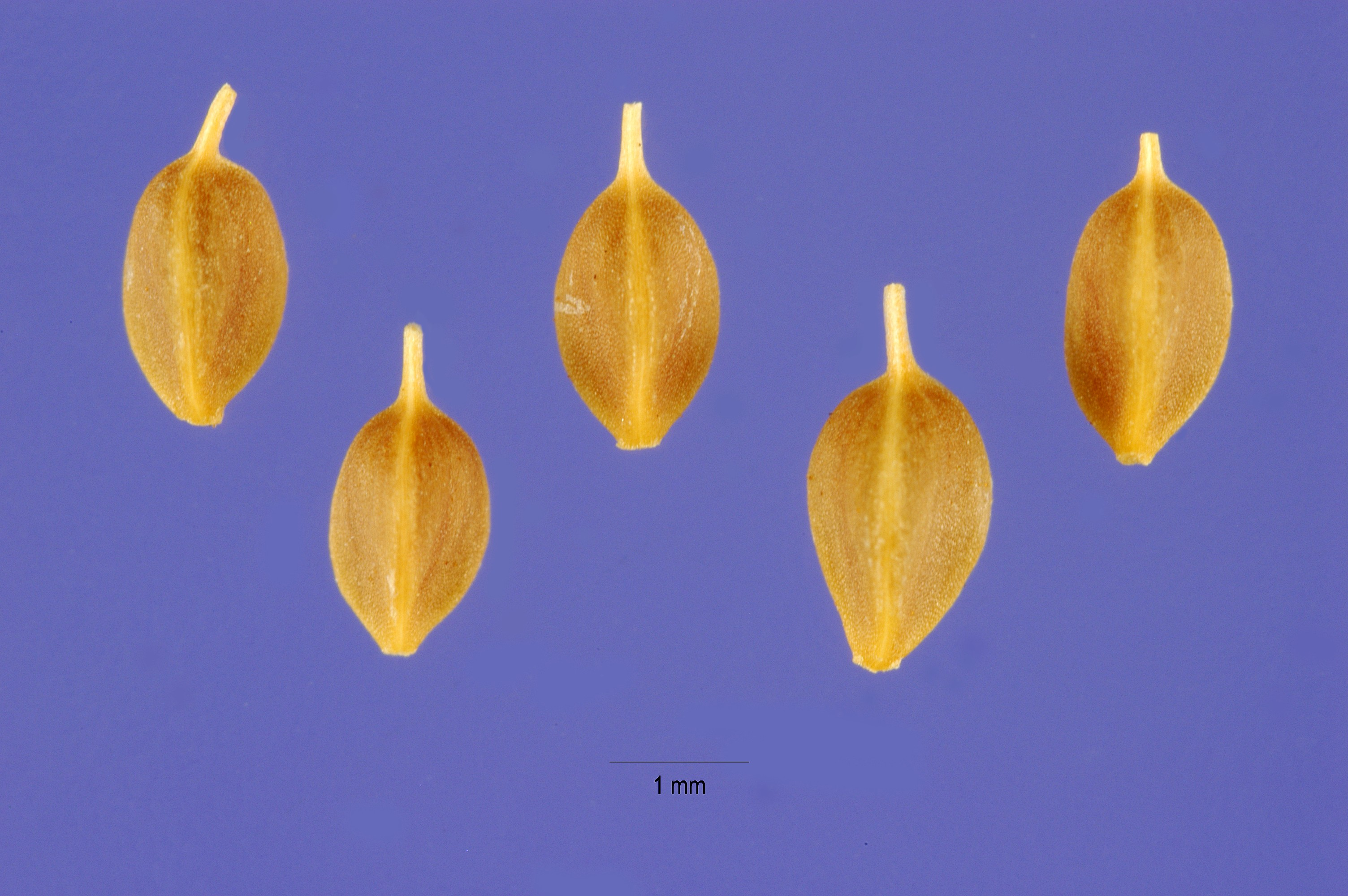
Насіння.